# Mucrotermes
Lepidotermes es un género de termitas  perteneciente a la familia Termitidae que tiene las siguientes especies:
1. Mucrotermes heterochilus
2. Mucrotermes osborni